# Zamora (Ecuador)
Zamora è una città dell'Ecuador, capoluogo della provincia di Zamora Chinchipe e dell'omonimo cantone.
Fondata dagli spagnoli nel 1549, fu ripetutamente attaccata dalle popolazioni indigene. Fu rifondata nel 1800 e per anni rimase un villaggio di piccole dimensioni. La creazione della provincia, e la nomina a capoluogo della stessa, risale al 1953.
Zamora è una delle vie di accesso al Parco nazionale Podocarpus, un'estesa area protetta vicina al confine con il Perù.
In città si trova l'Orquideario Tzanka che ospita oltre 1000 tipi differenti di orchidee. A circa 2 km si trova anche l'Orquideario Paphinia, dove si trovano oltre 3000 specie di piante autoctone.